# Baltik Frigyes
Baltik Frigyes (Hontbagonya, 1834. július 24. – Balassagyarmat, 1919. május 25.) főrendiházi tag, a Dunáninneni evangélikus egyházkerület püspöke 1890-től haláláig.

## Életútja
A gimnáziumot Selmecbányán, a teológiát Pozsonyban s miután 1853-tól két évig tanító volt szülőhelyén, Bécsben, Bázelben (1857. máj. 4-től) és Halléban (1858. ápr. 5-től) végezte. 1859 februárjában tanárnak ment Besztercebányára, 1870-ben lelkésznek Liptószentmiklósra, 1895-ben Balasagyarmatra. A liptói egyházmegye 1872-ben alesperesnek, 1875-ben főesperesnek, a dunáninneni egyházkerület 1874-ben gyámintézeti elnöknek, 1890-ben püspöknek választotta s mint ilyen, tagja volt az 1891. és 1913. évi zsinatoknak. 
Írói működését 1897-ben teol. díszdoktorsággal jutalmazta a rostocki egyetem. Dolgozatait egyes egyházi lapok nagy számmal közölték, önállóan kiadott művei pedig a következők:
- Bibliai történet (Szlovákul). Pest, 1867.
- A magyar ág. hitv. ev. egyház rövid története (Szlovákul is, magyarul is). (Besztercebánya, 1869.)
- Az élő víz forrása (Szlovák imák és énekek). (Pest, 1870.) (Új kiad. 1874.).
- Szózat az ev. egyetemes gyámintézetről (Szlovákul). (Pozsony. 1872.)
- Luther kis kátéja (Szlovákul. Szeberényi Gusztávval), (Bp., 1876.) (Több kiadása van.)
- Az ágostai hitvallás (Szlovákul). (Uo. 1880.)
- Üdvözlet a türelmességi rendelet 100 éves emlékére (Szlovákul). (Turócszentmárton, 1881.)
- Luther Márton élete (Szlovákul). (Liptószentmiklós, 1883.) (Többször megjelent.)
- Melanchthon Fülöp élete (Szlovákul). (Bp., 1897.) (III. kiad. 1911.)
- Vegyes házasságinkról szemben a „Ne temere” pápai decretummal. Hely n. 1908.

Ezenkívül prédikációk a türelmességi rendelet százéves fordulóján, a zsolnai zsinat háromszáz éves emlékünnepén, az egyetemes gyámintézet 29. évi közgyűlése alkalmával, amazok szlovákul, ez magyarul is, imák a losonci ev. nőegylet ünnepélyén, az 1891-i zsinat megnyitásakor, a reformáció négyszáz éves fordulóján, amazok magyarul, ez szlovákul. Újra közrebocsátotta Arnd János prédikációit szlovákul (Békéscsaba, 1886.)